# Линко, Ирьё
Ирьё Линко (фин. Yrjö Linko; 1 февраля 1885, Ханко, Нюландская губерния — 22 марта 1934, Турку) — финский гимнаст, бронзовый призёр летних Олимпийских игр 1908 года.
На Играх 1908 года в Лондоне участвовал в командном первенстве, в котором его сборная заняла третье место.